# Limnonectes leytensis
Limnonectes leytensis är en groddjursart som först beskrevs av Oskar Boettger 1893.  Limnonectes leytensis ingår i släktet Limnonectes och familjen Dicroglossidae. IUCN kategoriserar arten globalt som livskraftig. Inga underarter finns listade i Catalogue of Life.